# Castianeira thalia
Castianeira thalia là một loài nhện trong họ Corinnidae.
Loài này thuộc chi Castianeira. Castianeira thalia được miêu tả năm 1969 bởi Reiskind.